# Djamel Ouchene

a Compétitions nationales et continentales officielles uniquement.

b Matchs officiels uniquement.
Dernière mise à jour le 9 juin 2024.
Djamel Ouchene, né le 31 janvier 1988 en France, est un joueur international algérien de rugby à XV qui évolue au poste d'ailier et qui peut aussi jouer en tant qu'arrière. En 2024, il se reconvertit professionnellement et devient entraîneur du RC Massy Essonne.

## Biographie

### Débuts à Montauban (2011-2013)
Après un parcours junior dans le Lot-et-Garonne à l'US Casteljaloux ainsi qu'au SU Agen, il signe pour l'US Montauban en tant qu'ailier pour la saison 2011-2012 de Fédérale 1. Il est pour la première fois titulaire en octobre lors de la quatrième journée contre le Stade phocéen, il inscrit un essai et voit son équipe remporter le match sur le score de 63 à 9. Reconnu pour sa vitesse et son jeu en mouvement, il peut permettre à son équipe de s'imposer en faisant la différence dans les actions de jeu. Comme lors de la quatorzième journée en février contre l'Avenir castanéen où il fait basculer la tendance du match des Montalbanais qui, menés 11 à 26 à la mi-temps, parviennent à remporter le match grâce à deux essais de sa part en deuxième période. Montauban termine deuxième de sa poule et se qualifie d'office pour les huitièmes de finales qui se jouent contre Blagnac et peut ainsi jouer sa place pour la saison 2012-2013 de Pro D2. Il inscrit un essai lors du match retour en mai, victoire des Montalbanais 50 à 23 sur l'ensemble des deux rencontres. Finalement, ces derniers s'inclinent en quart de finale face à Colomiers (36-24 sur l'ensemble des deux rencontres) marquant ainsi leur maintien en Fédérale 1. Lors de cette première saison, il inscrit sept essais en quatorze matchs.
En août 2012, il remporte le Challenge de l'Espérance contre le FC Oloron sur le score de 24 à 20.
Lors de la saison 2012-2013, il inscrit cinq points en treize matchs. Montauban termine premier de sa poule et se qualifie pour les phases finales. En mai, ils échouent en demi-finale contre le CS Bourgoin-Jallieu (32-27 sur l'ensemble des deux rencontres),. En juin il remporte le Challenge de l'Espérance face au CA Périgueux sur le score de 30 à 20 en ayant marqué un essai.

### Passage à Libourne (2013-2016)
Lors de l'été 2013, il est annoncé du côté de l'UA Libourne jouant alors le championnat 2013-2014 de Fédérale 2. Djamel Ouchene continue à faire parler sa vitesse, cette fois en tant qu'arrière, en inscrivant un triplé contre le Cercle athlétique castelsarrasinois, en mars lors de la seizième journée, mais son équipe s'incline 22 à 23. Libourne termine deuxième de sa poule et se qualifie ainsi pour les phases finales. L'équipe s'incline néanmoins contre le Rugby olympique agathois, 23 à 26 sur l'ensemble des deux rencontres,. Ayant terminé deuxième lors de la saison régulière, les Libournais sont finalement promus en Fédérale 1 pour la saison 2014-2015.
Au cours de celle-ci, il inscrit cinq essais en quinze matchs, Libourne termine neuvième de sa poule et ne dispute donc pas les phases finales mais se maintient en Fédérale 1.
Lors de la saison 2015-2016, il inscrit deux essais en quinze matchs, l'équipe termine sixième de sa poule et est sportivement reléguée en Fédérale 2.

### Transfert à Saint-Nazaire puis à Saint-Jean-d'Angély (2016-2017)
Annoncé du côté du Saint-Nazaire rugby Loire-Atlantique, il dispute son premier match lors de la première journée de la saison 2016-2017 de Fédérale 1 contre Tarbes, défaite 13 à 27. En novembre, le club est placé en liquidation judiciaire, contraint à déclarer forfait.
En janvier, il retrouve un club et signe pour le RAC angérien évoluant dans la même division. Il dispute son premier match le même mois lors de la dixième journée contre Blagnac, défaite 27 à 17. Il inscrit ses premiers points avec un essai lors de la quinzième journée contre le SA Trélissac, défaite 26 à 24. Au cours de cette saison, il inscrit trois essais en quatorze matchs, les Angériens terminent troisième de leur poule et sont qualifiés pour les phases finales. Ils échouent en huitièmes de finale contre l'US Tyrosse (défaite 36 à 32 sur l'ensemble des deux rencontres),.

### À l'US Bergerac (2017-2020)
Par la suite, il est recruté par l'US Bergerac, évoluant alors en Fédérale 1 lors de la saison 2017-2018. Il dispute son premier match contre l'Avenir valencien lors de la première journée, il joue en tant qu'arrière et voit son équipe s'incliner 20 à 12. Il inscrit son premier essai sous ses nouvelles couleurs lors de la septième journée contre l'Avenir castanéen, victoire 47 à 15. Au cours de cette saison, il inscrit cinq essais en dix-huit matchs, l'équipe termine septième de sa poule et ne participe donc pas aux phases finales mais reste en Fédérale 1 pour la saison 2018-2019.
Lors de cette saison, il inscrit six essais en vingt-deux matchs, Bergerac termine cependant neuvième de sa poule et n'est donc pas qualifié pour les phases finales mais reste tout de même en Fédérale 1 pour la saison 2019-2020.
La saison suivante, il inscrit trois essais en dix-sept matchs, le club termine dernier de sa poule et demande à être relégué en Fédérale 2.

### Au CA Périgueux (2020-2024)
Après trois années passées à Bergerac, il signe pour le CA Périgueux en 2020. Il dispute, en octobre, son premier match lors de la quatrième journée de la saison 2020-2021 de Fédérale 1 face au Stade langonnais (victoire 49-6) en tant qu'arrière. Il marque ses premiers points la journée suivante face au Beauvais Rugby Club (victoire 6-25). Cependant, en février, la FFR annonce l'arrêt définitif et le gel des compétitions amateurs marquant la fin de saison,.
Le retour à la compétition pour Ouchene se fait en septembre dès la première journée de Fédérale 1 2021-2022 contre Rennes (victoire 20-34). Il inscrit au cours de cette saison soixante-dix points, soit quatorze essais, en vingt-quatre matchs et contribue à la bonne saison des siens qui terminent premier de leur poule. Les Périgourdins sont qualifiés d'office pour la saison 2022-2023 de Nationale 2 mais le club peut encore disputer la Nationale 2022-2023 en passant par les phases finales. Il inscrit cinq essais au cours de celles-ci mais ils échouent en demi-finale face à Rennes, sur le score de 33 à 46 sur l'ensemble des deux rencontres,.
Lors de la saison 2022-2023 de Nationale 2, il devient capitaine de l'équipe à la place de Marius Vialle et inscrit quatre essais en vingt-six matchs,. Périgueux termine premier de sa poule en étant invaincu à domicile et joue donc les quarts de finales d'accession pour la saison 2023-2024 de Nationale. Le club est promu après avoir gagné les demi-finales face au Stade métropolitain (60-36 sur l'ensemble des deux rencontres), et remporte, lors de la finale, le premier titre de Nationale 2 face au CS Vienne (39-20). 
À l'issue de cette première saison de Nationale, Djamel annonce raccrocher les crampons et espère pouvoir continuer le rugby en tant qu'entraîneur, ne disputant ainsi que six matchs et inscrivant ses deux seuls essais de la saison, lors du dernier match des Périgourdins à domicile, tout en étant symboliquement capitaine, face au Rugby Club Hyères Carqueiranne La Crau (67-19).

### Reconversion en tant qu'entraîneur au RC Massy (depuis 2024)
Début juin 2024, son souhait de devenir entraîneur se réalise lorsqu'il est annoncé au poste d'entraîneur du RC Massy Essonne, le club évolue pour la saison 2024-2025 en Nationale.

### Carrière internationale (2015-2024)

#### France Fédérale
En janvier 2015, il effectue un stage pour l'équipe de France Fédérale au CNR de Marcoussis et fait partie des sélectionnés en vue du match contre l'Irlande prévu en février et contre l'Angleterre en mars. Les Français remportent le match face aux Irlandais sur le score de 37 à 12.
L'année suivante il est de nouveau appelé pour le stage de préparation pour les matchs contre les mêmes équipes. La France s'incline contre l'Irlande 16-12 et contre l'Angleterre 32-3. C'est son dernier match avec cette sélection car, en 2017, la FFR annonce la dissolution de cette équipe.

#### Algérie
En juin 2015 il est appelé par la toute récente sélection algérienne afin de participer à leur première compétition internationale, la Crescent Cup Rugby Championship. Les fennecs s'inclinent en finale contre la Malaisie sur le score de 19 à 11 dans un match sous tension.
En novembre 2017, l'équipe remporte l'Afrique Bronze Cup en battant en finale l'équipe de Zambie sur le score de 30 à 25 et se qualifie pour l'Afrique Silver Cup 2018. Le même mois, lors des Tri-nations maghrébin, il marque son premier essai après une longue course de sa part face à la Tunisie, permettant à l'Algérie de remporter le match 36 à 13.
En 2018 l'équipe remporte la Silver Cup contre la Zambie sur le score de 31 à 0 et est donc qualifiée pour la Coupe d'Afrique 2019-2020. Cependant, en juin 2020, Rugby Afrique annonce l'annulation de la compétition en raison de la pandémie de Covid-19.
Lors de la Coupe d'Afrique 2021-2022, Djamel inscrit un essai face à l'Ouganda lors des phases de poules (victoire 16-22). Les Algériens parviennent à se hisser en demi-finale mais échouent face au Kenya sur le score de 36 à 33. Ils ne sont donc pas qualifiés pour la Coupe du monde 2023 mais remportent le match de la troisième place face au Zimbabwe sur le score de 12 à 20.

## Statistiques en équipe nationale
Djamel Ouchene compte 14 sélections en équipe d'Algérie depuis 2015, il a inscrit quatre essais, vingt points[réf. nécessaire].
- Sélections par année : 3 en 2015, 3 en 2017, 2 en 2018, 2 en 2021 et 4 en 2022.

## Palmarès

### En club
- US Montauban
  - Vainqueur du Challenge de l'Espérance en 2012 et 2013.
- CA Périgueux
  - Vainqueur du Championnat de France de Nationale 2 en 2023.

### En équipe nationale
- Algérie
  - Vainqueur de l'Afrique Bronze Cup 2017.
  - Vainqueur de l'Afrique Silver Cup 2018.